# Jokosuka P1Y
Jokosuka P1Y Ginga (japonsky: 銀河, Mléčná dráha) byl dvoumotorový pozemní rychlý bombardér japonského císařského námořního letectva užívaný ve druhé světové válce. Spojenci letounu přidělili kódové jméno Frances.

## Vývoj

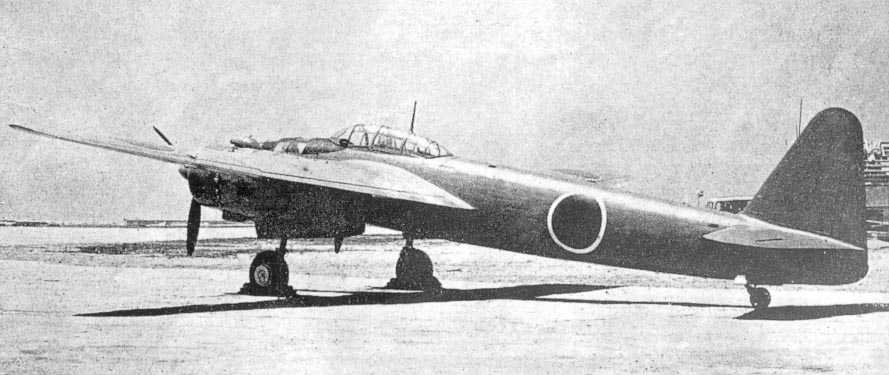
Jokosuka P1Y

Počátek vývoje letounu spadá do roku 1940, kdy byla zadána specifikace 15-Ši na nový rychlý dvoumotorový bombardér použitelný také k střemhlavým a torpédovým útokům.:s.462 Projekt se začal uskutečňovat roku 1941, první prototyp Jokosuka P1Y1 vzlétl až v srpnu roku 1943. Letoun měl instalovány dva dvouhvězdicové osmnáctiválce Nakadžima NK9B Homare 11, výzbroj tvořil pohyblivý kulomet v přídi a pohyblivý 20mm kanón typu 99 v zadní části kabiny. V trupové pumovnici mohly být zavěšeny dvě pumy o hmotnosti 500 kg, nebo jedno torpédo o hmotnosti 800 kg umístěné pod trupem. Během roku 1943 firma Jokosuka zkompletovala celkem šest prototypů P1Y1. Třetí prototyp byl krátkodobě využíván k testům motokompresorové pohonné jednotky Cu-11 pro pilotované sebevražedné pumy Jokosuka MXY7 Óka.
Sériové stroje Ginga měly oproti prototypům dvojici silnějších motorů NK9C Homare 12 o vzletovém výkonu 1361 kW, jejichž výfukové plyny již byly svedeny do několika menších ejektorů.[zdroj⁠?!] Původně zatahovací ostruhové kolečko bylo zaaretováno ve vysunuté poloze. Hlavňovou výzbroj prvních sériových letounů P1Y1 model 11 tvořil pohyblivý kanón typ 99 model 1 ráže 20 mm v přídi, stejná zbraň se nacházela v zadní části kabiny.[zdroj⁠?!]
Subverze označená P1Y1a model 11A nesla v přídi pohyblivý kanón a ze zadní polosféry byla bráněná lehčím kulometem typ 2 ráže 13 mm, P1Y1b model 11B pak zdvojeným kulometem stejného typu. Další ze subverzí P1Y1c model 11C byla vyzbrojena jedním pohyblivým kulometem v přídi a zdvojeným 13mm kulometem v zadní části kabiny.
Noční stíhací varianta z roku 1944, Jokosuka P1Y1-S Bjakkó model 21, byla vyzbrojena jedním obranným kulometem ráže 13 mm a dvěma páry ofenzivních kanónů, umístěných před a za kabinou zaměřených kupředu šikmo vzhůru, tzv. Schräge Musik.[zdroj⁠?!]
Pro stejnou úlohu byla určena varianta P1Y2-S Kjokkó model 26 s instalovanými dostupnějšími čtrnáctiválcovými pohonnými jednotkami Micubiši MK4T-A Kasei 25a se vzletovým výkonem 1360 kW. Letoun byl vyzbrojen obranným dvacetimilimetrovým kanónem v zadní kabině a dvojicí kanónů typ 99, instalovanou na úrovni odtokové hrany křídla a zaměřenou opět šikmo vzhůru. Výroby těchto nočních stíhacích strojů se ujala firma Kawaniši na své lince v Konanu a v červnu 1944 byl prototyp předveden zástupcům letectva japonského císařského námořnictva.
Většina z 96 vyprodukovaných stojů P1Y2-S létala pro nízký výkon motorů ve vyšších hladinách jako námořní bombardovací, s ofenzivní hlavňovou výzbrojí demontovanou,:s.465 pod označením Jokosuka P1Y2 Ginga model 16 v subverzích P1Y2a, P1Y2b a P1Y2c v závislosti na kombinacích obranné výzbroje. Některé z těchto strojů měly instalovaný protilodní radiolokátor.
Výroba letounů P1Y byla ukončena v srpnu 1945 po dodání 1098 kusů.

## Nasazení

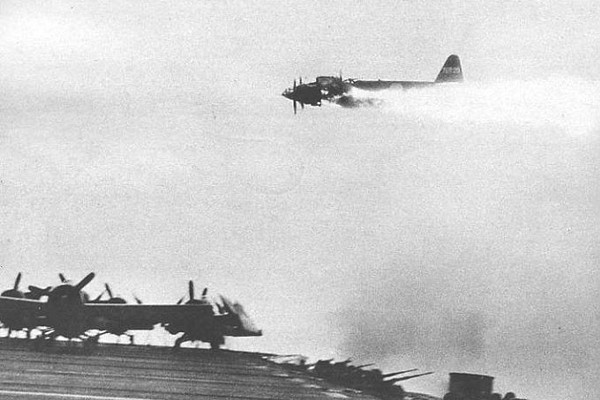
Zasažený letoun Jokosuka P1Y nad letadlovou lodí USS Ommaney Bay (CVE-79), 1944

Japonské císařské námořní letectvo přijalo tyto stroje do výzbroje až v říjnu roku 1944 a bojově je nasadilo až od počátku jara 1945,:s.465 po překonání problémů s nespolehlivostí pohonných jednotek. Letouny byly užívány nejen ke klasickému bombardování, ale v závěru války sloužily i k sebevražedným náletům kamikaze. Vzhledem ke svému doletu byly užívány na dálkové mise, např. 11. března 1945 proti 58. operačnímu svazu viceadmirála Marca A. Mitschera, který kotvil u tichomořského atolu Ulithi. Z 24 vyslaných letounů P1Y1 model 11 byla úspěšná pouze jedna osádka, které se podařil zásah 800 kg pumou na záď paluby letadlové lodě USS Randolph. Letadlová loď byla na dva týdny vyřazena z boje.

## Specifikace (P1Y1b)

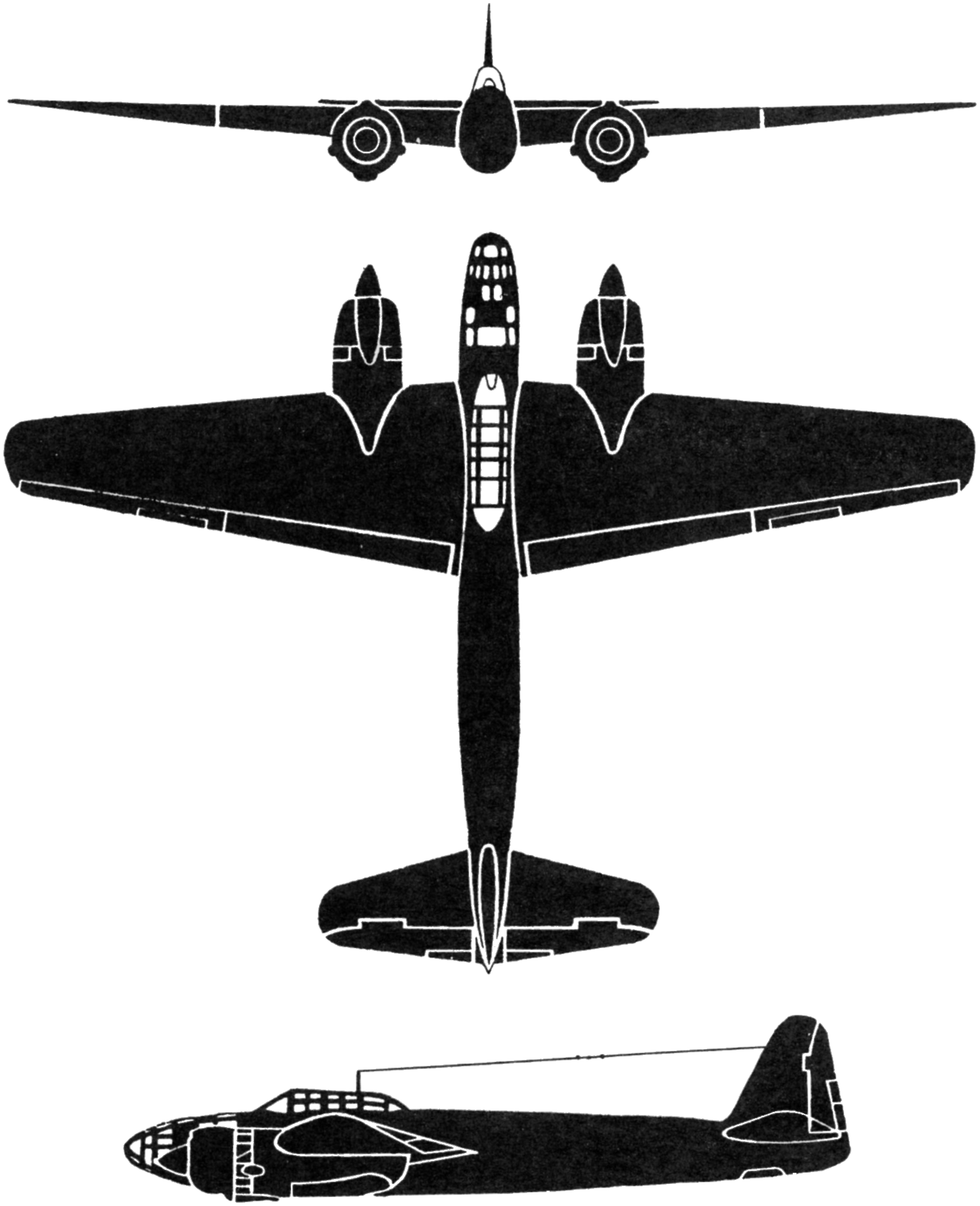
Třípohledová silueta P1Y

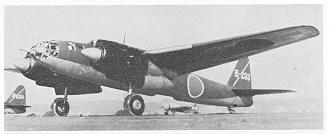
Jokosuka P1Y

Údaje dle:s.467–468

### Technické údaje
- Osádka: 3
- Rozpětí: 20,00 m
- Délka: 15,00 m
- Výška: 4,30 m
- Nosná plocha: 55,00 m²
- Prázdná hmotnost: 7 265 kg
- Maximální vzletová hmotnost: 13 500 kg
- Pohonná jednotka: 2x vzduchem chlazený dvouhvězdicový osmnáctiválcový motor Nakadžima NK9B Homare 12 o vzletovém výkonu 1 361 kW (1 825 hp)

### Výkony
- Maximální rychlost: 546 km/hod (ve výšce 5 900 m)
- Cestovní rychlost: 370,4 km/h (v 4 000 m)
- Výstup do 3 000 m: 4 min 15 sekund
- Praktický dostup: 9 400 m
- Dolet:
  - Běžný dolet: 1 918 km
  - Dolet s přídavnými nádržemi: 5 370 km

### Výzbroj
- 1 x pohyblivý kanón typ 99 ráže 20 mm v přídi trupu
- 2 x pohyblivý kulomet typ 2 ráže 13 mm v hřbetní střelecké věži
- až 1 000 kg pum v trupové pumovnici nebo polozapuštěné torpédo o hmotnosti 800 kg